# Halowe Mistrzostwa Świata w Lekkoatletyce 2018 – skok w dal mężczyzn
Skok w dal mężczyzn – jedna z konkurencji technicznych rozgrywanych podczas halowych lekkoatletycznych mistrzostw świata w Arena Birmingham w Birmingham.
Tytułu mistrzowskiego nie obronił Amerykanin Marquis Dendy, który zdobył brązowy medal.

## Terminarz
| Data    | Godzina |       |
| ------- | ------- | ----- |
| 2 marca | 19:35   | Finał |

## Wyniki
| WR – rekord świata \| CR – rekord mistrzostw świata \| NR – rekord kraju \| AR – rekord kontynentu \| WL – najlepszy wynik na listach światowych w sezonie 2018 \| SB – najlepszy wynik w sezonie \| PB – rekord życiowy |

### Finał
Źródło: 
| Kolejność | Zawodnik               | Reprezentacja     | #1   | #2   | #3   | #4   | #5   | #6   | Rezultat | Uwagi   |
| --------- | ---------------------- | ----------------- | ---- | ---- | ---- | ---- | ---- | ---- | -------- | ------- |
| 01 !      | Juan Miguel Echevarría | Kuba              | 8,19 | 8,28 | x    | 8,36 | 8,46 | 7,86 | 8,46     | WL · PB |
| 02 !      | Luvo Manyonga          | Południowa Afryka | x    | x    | 8,33 | 8,44 | x    | x    | 8,44     | AR      |
| 03 !      | Marquis Dendy          | Stany Zjednoczone | 7,92 | 8,02 | x    | 7,86 | 8,42 | x    | 8,42     | PB      |
| 4.        | Jarrion Lawson         | Stany Zjednoczone | 7,92 | 7,86 | 8,02 | 8,01 | 8,14 | x    | 8,14     |         |
| 5.        | Yuhao Shi              | Chiny             | x    | 7,88 | 8,01 | 7,57 | 8,12 |      | 8,12     |         |
| 6.        | Rushwal Samaai         | Południowa Afryka | 7,95 | 8,02 | 8,05 | 7,89 | 7,92 |      | 8,05     | SB      |
| 7.        | Radek Juška            | Czechy            | 7,99 | 7,67 | 7,47 | x    | x    |      | 7,99     | =       |
| 8.        | Eusebio Cáceres        | Hiszpania         | 7,91 | x    | x    | –    | x    |      | 7,91     |         |
| 9.        | Miltiadis Tendoglu     | Grecja            | x    | x    | 7,82 |      |      |      | 7,82     |         |
| 10.       | Huang Changzhou        | Chiny             | 7,31 | 7,75 | 7,35 |      |      |      | 7,75     |         |
| 11.       | Tyrone Smith           | Bermudy           | 7,75 | x    | x    |      |      |      | 7,75     |         |
| 12.       | Emiliano Lasa          | Urugwaj           | 7,72 | 4,96 | x    |      |      |      | 7,72     | SB      |
| 13.       | Maykel Massó           | Kuba              | 7,71 | –    | r    |      |      |      | 7,71     | PB      |
| 14.       | Godfrey Khotso Mokoena | Południowa Afryka | 7,53 | x    | x    |      |      |      | 7,53     | SB      |
| 15.       | Damar Forbes           | Jamajka           | x    | 7,18 | 7,21 |      |      |      | 7,21     |         |